# Cynthia Bolingo
Pour les articles homonymes, voir Bolingo.
Cynthia Bolingo Mbongo, née le 12 janvier 1993 à Uccle (Bruxelles), est une athlète belge spécialisée dans les courses de sprint.

## Biographie
Le 17 février 2019, Cynthia Bolingo remporte le 400 m lors des championnats de Belgique en salle en battant le record de Belgique en 52 s 70. Deux semaines plus tard, aux championnats d'Europe en salle de Glasgow, elle bat d'un dixième son propre record lors des séries, en 52 s 60, puis récidive en remportant sa demi-finale en 52 s 34. Lors de la finale, la Belge bat à nouveau son record en courant en 51 s 62, mieux que sa meilleure référence en plein air, et décroche la médaille d'argent derrière la Suissesse Lea Sprunger, vainqueure en 51 s 61. Le reste de sa saison est beaucoup plus terne. À la suite d'une blessure au tendon d'Achille elle déclare forfait pour les Championnats du monde de Doha, après avoir déjà fait l'impasse sur les Worlds Relays de Yokohama.
Cynthia Bolingo poursuit parallèlement des études d'assistante sociale à l'ISFSC à Bruxelles.
En août 2023, elle se qualifie pour la finale du 400 m des championnats du monde en réalisant un chrono de 49 s 96 en demi-finale, améliorant son record de Belgique et devenant la première Belge à se hisser en finale d'un 400 m lors des championnats du monde. Elle termine 5e de la finale.
En 2024, elle remporte sa première médaille aux Championnats d'Europe en terminant 3e avec le relais 4 x 400 m féminin.

## Palmarès
| Date | Compétition                       | Lieu     | Résultat | Épreuve         | Temps         |
| ---- | --------------------------------- | -------- | -------- | --------------- | ------------- |
| 2011 | Championnats d'Europe juniors     | Tallinn  | 5e       | 4 x 100 m       | 45 s 15       |
| 2013 | Jeux de la Francophonie           | Nice     | 3e       | 200 m           | 24 s 08       |
| 2013 | Jeux de la Francophonie           | Nice     | 1re      | 4 × 100 m       | 44 s 70       |
| 2015 | Championnats d'Europe espoirs     | Tallinn  | 8e       | 400 m           | 52 s 82       |
| 2017 | Championnats d'Europe par équipes | Vaasa    | 5e       | 200 m           | 24 s 24       |
| 2018 | Championnats d'Europe             | Berlin   | 4e       | 4 x 400 m       | 3 min 27 s 69 |
| 2019 | Championnats d'Europe en salle    | Glasgow  | 2e       | 400 m           | 51 s 62       |
| 2019 | Championnats d'Europe en salle    | Glasgow  | 5e       | 4 x 400 m       | 3 min 32 s 46 |
| 2022 | Championnats d'Europe             | Munich   | 7e       | 400 m           | 50 s 94       |
| 2022 | Championnats d'Europe             | Munich   | 4e       | 4 x 400 m       | 3 min 22 s 12 |
| 2023 | Championnats d'Europe par équipes | Chorzów  | 3e       | 4 x 400 m mixte | 3 min 12 s 97 |
| 2023 | Championnats du monde             | Budapest | 5e       | 400 m           | 50 s 33       |
| 2024 | Championnats du monde en salle    | Glasgow  | 4e       | 4 x 400 m       | 3 min 28 s 05 |
| 2024 | Championnats d'Europe             | Rome     | 3e       | 4 x 400 m       | 3 min 22 s 95 |

### Championnats de Belgique
| Outdoor | 2015 | 2016 | 2017 | 2018 | 2019 | 2020 | 2021 |
| ------- | ---- | ---- | ---- | ---- | ---- | ---- | ---- |
| 100 m   | –    | –    | 1re  | –    | –    | –    |      |
| 200 m   | 2e   | 2e   | 1re  | 1re  | –    | –    |      |
| Indoor  | 2015 | 2016 | 2017 | 2018 | 2019 | 2020 | 2021 |
| 400 m   | 1re  | –    | –    | 3e   | 1re  | –    | 1re  |

## Records
| Épreuves  | Épreuves  | Temps              | Lieu     | Date            |
| --------- | --------- | ------------------ | -------- | --------------- |
| 60 m      | En salle  | 7 s 40             | Gand     | 28 janvier 2017 |
| 100 m     | Plein air | 11 s 28            | Nivelles | 19 juin 2021    |
| 200 m     | Plein air | 22 s 79            | Nivelles | 19 juin 2021    |
| 200 m     | En salle  | 24 s 92            | Gand     | 20 février 2011 |
| 400 m     | Plein air | 49 s 96 (NR)       | Budapest | 21 août 2023    |
| 400 m     | En salle  | 51 s 62 (NR)       | Glasgow  | 2 mars 2019     |
| 4 × 400 m | Plein air | 3 min 22 s 12 (NR) | Munich   | 20 août 2022    |
| 4 × 400 m | En salle  | 3 min 28 s 05 (NR) | Glasgow  | 3 mars 2024     |

## Récompenses et distinctions
- Spike d'or en 2023